# Il diavolo nella cattedrale (Schätzing)
Il diavolo nella cattedrale (titolo orig. Tod und Teufel, letteralmente La morte e il diavolo) è un romanzo storico-poliziesco dello scrittore tedesco Frank Schätzing, pubblicato nel 1995. È ambientato nella Colonia medioevale, dal 10 al 14 settembre 1260, ed è incentrato sulla lotta per il potere tra i nobili patrizi e l'Arcivescovo di Colonia. Primo romanzo scritto da Schätzing, ma uscito solo dopo il suo secondo romanzo, Mordshunger, fa parte di una trilogia: il secondo della serie, Il tempo degli eroi, è apparso nel 2024.
Il romanzo vinse il Premio Bancarella nel 2007.

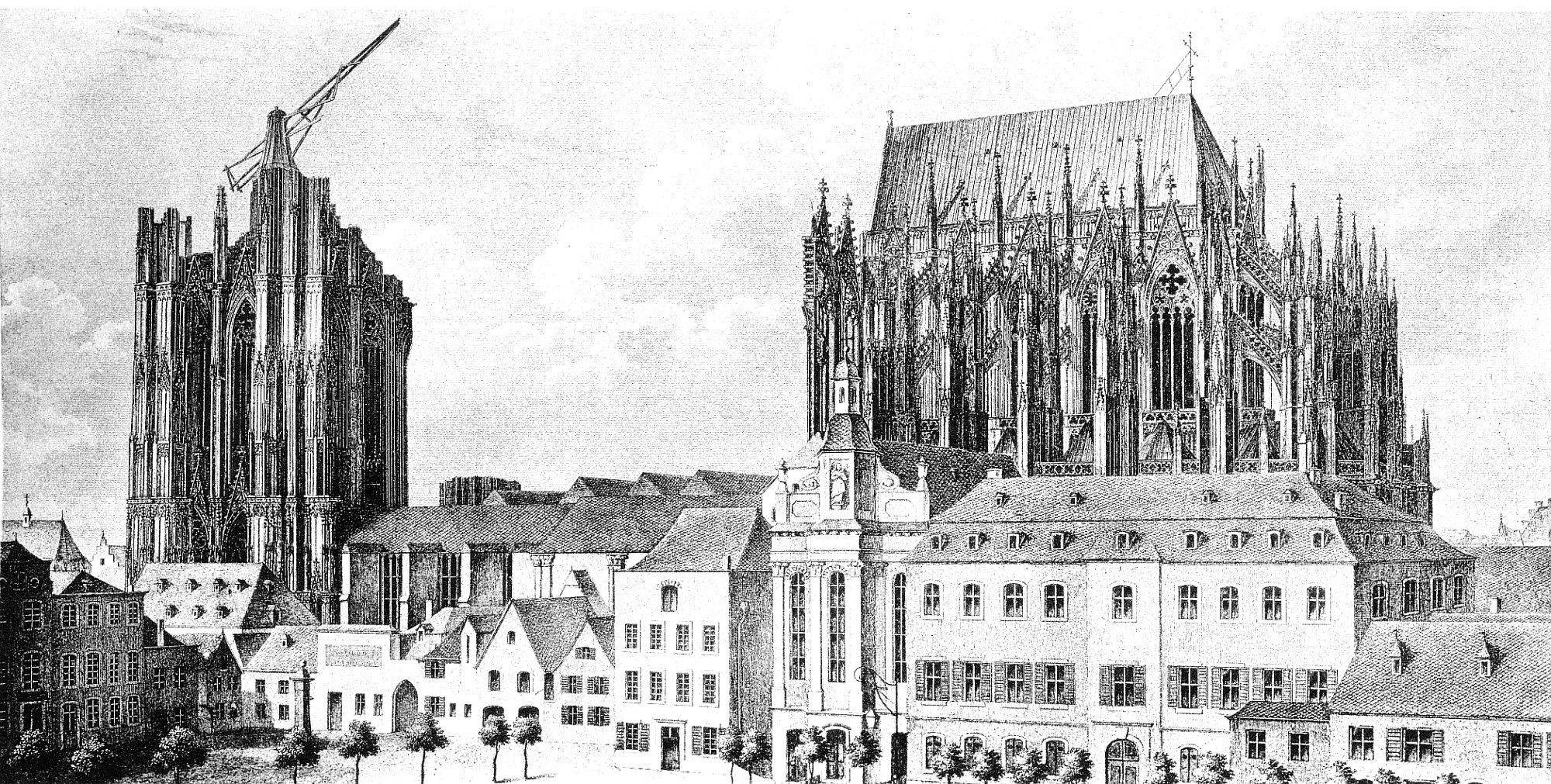
La prima pietra del duomo di Colonia venne posata nel 1248 ma perché la costruzione fosse completata ci vollero 632 anni: era il 1880, e il Duomo divenne anche l'edificio più alto al mondo dell'epoca

## Trama
Il romanzo, che si svolge nella cittadina di Colonia nel XIII secolo, tratta la storia di un ragazzo povero e senza dimora di nome Jacop la "Volpe": il soprannome è dovuto alla sua riccioluta capigliatura rossa. Alla forte ironia e sarcasmo per il personaggio, si unisce anche sentimento di compassione per il giovane.
Una mattina, Jacop è in cerca di qualcosa per poter saziare il suo stomaco: decide di rubare le deliziose mele dell'Arcivescovo Konrad che pendono da un albero, i cui rami si affacciano su una viuzza. Salitovi, Jacop coglie i frutti, ma inconsapevolmente e per sfortuna, assiste, nascosto tra i rami e le foglie del melo, a quello che sarà l'inizio della sua sventura: davanti all'alberello si ergeva maestoso l'enorme duomo di Colonia, ancora in costruzione.
Il progetto mirabolante era del mastro costruttore Gerhard, che in quel momento passeggiava da solo tranquillamente sulle impalcature per controllare eventuali problemi. Jacop assiste con orrore al suo omicidio: Gerhard viene spinto giù dalla cattedrale da quella che sembra un'ombra comparsa dal nulla. Il tutto mentre non è presente nessuno, tranne il ragazzo.
Jacop, facendo un movimento involontario, spezza il ramo sul quale si trovava e cade nel cantiere della cattedrale, mettendosi in bella mostra. Il suo sguardo cerca l'ombra che pare averlo visto.
Il ragazzo ha l'intenzione di fuggire e darsela a gambe, quando il mastro costruttore emette un gemito. Jacop s'avvicina e Gherard morente gli sussurra delle parole che l'altro non comprende. Il giovane alza di nuovo lo sguardo ma l'ombra è scomparsa. Da quel momento in poi il ragazzo non avrà pace: è stata un'ombra a spingere di sotto Gherard, oppure è stato addirittura il Diavolo in persona?
Tra omicidi, aiuti insperati, fughe, Jacop riuscirà a trovare delle persone che sono disposte ben volentieri a dargli una mano per risolvere e trovare l'assassino: sono Jaspar, un brillante erudita, Goddert, un tintore, Richmodis, la sua bella figlia e nipote di Jaspar e Rolof, il pingue servitore di Jaspar.
Dopo vari colpi di scena, e grazie all'aiuto di Jaspar, Jacop e gli altri verranno a conoscenza di una trama di eventi e piani ben più profonda di quella di un semplice omicidio a un mastro costruttore e col passare dei giorni il tempo diminuirà fino a raggiungere il punto chiave del libro: la cattedrale.

## Edizioni italiane
- Il diavolo nella cattedrale, collana Narrativa, traduzione di Emanuela Cervini, Milano, Editrice Nord, 2007,  pp. 472, cap. 7, ISBN 978-88-429-1463-1. - Collana I Grandi, Milano, TEA, maggio 2008, ISBN 978-88-502-1704-5; Collana SuperPocket. Bestseller, Milano, RL Libri, 2010, ISBN 88-462-1073-5; Collana Sogni, Milano, Editrice Nord, 2013, ISBN 88-42-924-25-3; Collana SuperTea, TEA, giugno 2014, ISBN 88-50-236-55-7; ed. speciale TEA Tandem, TEA, aprile 2017; Collana SuperTea Plus, TEA, novembre 2019, ISBN 88-50-255-74-8; Collana SuperTea, TEA, agosto 2025, ISBN 88-50-272-68-5.